# 2822 Сакагавея
2822 Сакагавея (2822 Sacajawea) — астероїд головного поясу, відкритий 14 березня 1980 року.
Тіссеранів параметр щодо Юпітера — 3,367.
Названо на честь молодої жінки з індіанського племені північних шошонів на ім'я Сакагавея (англ. Sacagawea, також Sakakawea, Sacajawea; прибл. 1788-1812). Сакагавея як перекладач з різних індіанських діалектів допомогла експедиції Льюїса та Кларка в 1804—1806 роках дослідити землі на американському Заході.